# Cyrill Kistler

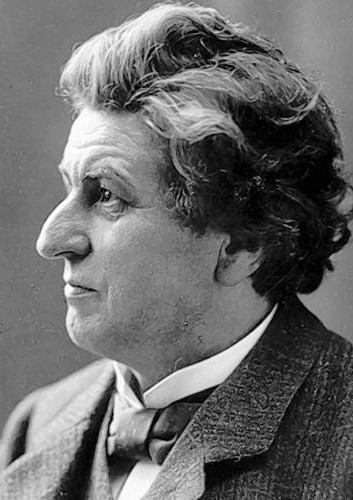
Cyrill Kistler.

Cyrill Kistler, född 12 mars 1848 i Grossaitingen, Schwaben, död 1 januari 1907 i Bad Kissingen, var en tysk tonsättare. 
Kistler, som var elev till Josef Gabriel Rheinberger, skrev operor i efterwagnersk stil, bland annat Kunihild (1884), Eulenspiegel (1889) och Baldurs Tod (1905), samt författade bland annat en harmonilära (1879; andra upplagan 1903) och några arbeten om kontrapunkt.